# Grupo Mahindra
El Grupo Mahindra (devanagari: महिन्द्रा समूह; en inglés: Mahindra Group) es un conglomerado empresarial indio, que tiene su sede en las Torres Mahindra de Bombay  (Maharastra)  en India, y que opera en más de 100 países. Tiene presencia en sectores como el aeroespacial, automoción, agroindustria, equipamiento de construcción e industrial, componentes, servicios de consultoría y financieros, defensa, energía y logística, entre otros.